# Peter Scolari
Peter Thomas Scolari (New Rochelle, 1955. szeptember 12. – Manhattan, 2021. október 22.) Primetime Emmy-díjas amerikai színész.
Ismertebb televíziós alakításai voltak a Bosom Buddies (1980–1982), a Newhart (1984–1990), valamint Wayne Szalinski szerepében a Drágám, a kölykök már megint összementek (1997–2000) című sorozatokban. A Newhart-tal legjobb férfi mellékszereplő (vígjátéksorozat) kategóriában három alkalommal jelölték Primetime Emmy-díjra. Végül 2016-ban vehette át a kitüntetést a Csajok című sorozat komikus vendégszínészeként.
2021. október 22-én hunyt el Manhattanben. Halálát leukémia okozta, melyet két évvel korábban diagnosztizáltak nála.

## Filmográfia

### Film
| Év   | Magyar cím                    | Eredeti cím                                    | Szerep                                 | Magyar hang   |
| ---- | ----------------------------- | ---------------------------------------------- | -------------------------------------- | ------------- |
| 1978 |                               | Take Off                                       | Kookie ("1950s" szegmens)              |               |
| 1984 |                               | The Rosebud Beach Hotel                        | Elliot Garner                          |               |
| 1986 |                               | Mr. Bill's Real Life Adventures (rövidfilm)    | Mr. Bill                               |               |
| 1990 |                               | Corporate Affairs                              | Simon Tanner                           |               |
| 1993 | Bogárinvázió (Mutánsok)       | Ticks                                          | Charles Danson                         | Tarján Péter  |
| 1994 | Seholsincs csapat             | Camp Nowhere                                   | Donald Himmel                          | Háda János    |
| 1996 | Nyomul a banda                | That Thing You Do!                             | Troy Chesterfield                      | Rudas István  |
| 2002 | Bővér szálló                  | Sorority Boys                                  | Louis                                  |               |
| 2004 | Polar Expressz                | The Polar Express                              | Billy, a magányos fiú (motion capture) |               |
| 2005 |                               | Magnificent Desolation: Walking on the Moon 3D | Pete Conrad (hangja)                   |               |
| 2006 |                               | Mentor                                         | Jonathan Parks                         |               |
| 2006 |                               | Cathedral Pines                                | Mike McGary atya                       |               |
| 2007 | Segédszerkesztőnő megosztaná… | Suburban Girl                                  | Mickey Lamm                            | Katona Zoltán |
| 2007 |                               | A Plumm Summer                                 | Hardigan ügynök                        |               |
| 2012 |                               | Letting Go                                     | Bill                                   |               |
| 2016 |                               | Dean                                           | Patrick                                |               |
| 2018 |                               | All You Can Eat                                | Dr. Zakreski                           |               |
| 2020 | Gyilkos vonások               | Looks That Kill                                | Paul Richardson                        | Tarján Péter  |

### Televízió
Tévéfilmek
| Év   | Magyar cím                            | Eredeti cím                                | Szerep                      | Magyar hang     |
| ---- | ------------------------------------- | ------------------------------------------ | --------------------------- | --------------- |
| 1982 | Hol vannak a gyerekeim?               | Missing Children: A Mother's Story         | Woody                       |                 |
| 1983 |                                       | Carpool                                    | Robert Duff                 |                 |
| 1984 |                                       | Amazons                                    | Dr. Jerry Menzies           |                 |
| 1986 |                                       | Fresno                                     | pincér                      |                 |
| 1987 | Dowling atya nyomoz: Sorsdöntő gyónás | Fatal Confession: A Father Dowling Mystery | Chris Robinson              | Dimulász Miklós |
| 1989 |                                       | The Ryan White Story                       | David Day                   |                 |
| 1991 |                                       | Danger Team                                | Shields rendőrtiszt         |                 |
| 1991 | Tűzviharban – A 37. emelet foglyai    | Fire: Trapped on the 37th Floor            | Paul DeWitt                 |                 |
| 1991 |                                       | Perfect Harmony                            | Derek Sanders               |                 |
| 1991 | Perry Mason: Az üvegkoporsó esete     | Perry Mason: The Case of the Glass Coffin  | David Katz                  |                 |
| 1992 |                                       | The House on Sycamore Street               | Dr. Zachary 'Zach' Drummond |                 |
| 1996 |                                       | Stop the World, I Want to Get Off          | Littlechap                  |                 |
| 1996 |                                       | Talk to Me                                 | Howard Grant                |                 |
| 1996 | Reménysugár                           | For Hope                                   | randipartner                |                 |
| 2000 | A legszebb karácsonyi ajándék         | The Ultimate Christmas Present             | Edwin Hadley                | Józsa Imre      |
| 2000 | A legszebb karácsonyi ajándék         | The Ultimate Christmas Present             | Edwin Hadley                | Kassai Károly   |

Sorozatok
| Év        | Magyar cím                                 | Eredeti cím                                  | Szerep                                           | Megjegyzések                               |
| --------- | ------------------------------------------ | -------------------------------------------- | ------------------------------------------------ | ------------------------------------------ |
| 1979      |                                            | Angie                                        | Kenny                                            | 1 epizód                                   |
| 1980      |                                            | Goodtime Girls                               | Benny Loman                                      | 13 epizód                                  |
| 1980–1982 |                                            | Bosom Buddies                                | Henry Desmond / Hildegarde 'Hilde' Desmond       | 37 epizód                                  |
| 1982      |                                            | Circus of the Stars                          | önmaga                                           | különkiadás                                |
| 1982      |                                            | Remington Steele                             | Albie Fervitz                                    | 1 epizód                                   |
| 1983      |                                            | Happy Days                                   | Jake                                             | 1 epizód                                   |
| 1983      |                                            | Baby Makes Five                              | Eddie Riddle                                     | 5 epizód                                   |
| 1984      |                                            | Finder of Lost Loves                         | Ted Caton                                        | 1 epizód                                   |
| 1984      |                                            | Steambath                                    | Paul                                             | 1 epizód                                   |
| 1984–1990 |                                            | Newhart                                      | Michael Harris                                   | 142 epizód rendező (1 epizód)              |
| 1986      |                                            | Hotel                                        | Tom                                              | 1 epizód                                   |
| 1986      | Családi kötelékek                          | Family Ties                                  | Paul Kenter                                      | 1 epizód                                   |
| 1986      |                                            | You Are the Jury                             | Stephen Best                                     | 1 epizód                                   |
| 1986      | Szerelemhajó                               | The Love Boat                                | Frank Hobbs / Wellington David Rothmeyer         | 3 epizód                                   |
| 1987      |                                            | Mickey Spillane's Mike Hammer                | Andy Shales                                      | 1 epizód                                   |
| 1988      | Alkonyzóna                                 | The Twilight Zone                            | Delos of Atlantis / Leonard Randall              | 1 epizód                                   |
| 1989      |                                            | CBS Summer Playhouse                         | Morgan                                           | 1 epizód                                   |
| 1989      |                                            | Trying Time                                  | Howard LaMotta                                   | 1 epizód                                   |
| 1990      |                                            | Encyclopedia Brown                           | Bandini                                          | 1 epizód                                   |
| 1992      |                                            | Nurses                                       | George Myrock                                    | 1 epizód                                   |
| 1992–1995 | Batman: A rajzfilmsorozat                  | Batman: The Animated Series                  | John Hamner / Gunther Hardwicke / Shark (hangja) | 2 epizód                                   |
| 1993      | Bukott angyalok                            | Fallen Angels                                | hivatalnok                                       | 1 epizód                                   |
| 1993      |                                            | Family Album                                 | Jonathan Lerner                                  | 6 epizód                                   |
| 1993–1994 | Animánia                                   | Animaniacs                                   | Wilford farkas / sofőr (hangja)                  | 2 epizód                                   |
| 1993–1995 |                                            | The Mommies                                  | Ken Ballantine                                   | 2 epizód                                   |
| 1994      |                                            | Burke's Law                                  | Johnny Lake                                      | 1 epizód                                   |
| 1994      |                                            | Empty Nest                                   | Dieter Dietz                                     | 1 epizód                                   |
| 1994      | Lois és Clark: Superman legújabb kalandjai | Lois & Clark: The New Adventures of Superman | Stuart Hofferman                                 | 1 epizód                                   |
| 1994–1995 | Dave világa                                | Dave's World                                 | Fred / Kenny főnöke                              | 2 epizód                                   |
| 1994–2001 | Angyali érintés                            | Touched by an Angel                          | Charles Hibbard / Tim Albright                   | 2 epizód                                   |
| 1995      |                                            | A Whole New Ballgame                         | Glenn                                            | 2 epizód                                   |
| 1995      |                                            | Dweebs                                       | Warren Mosbey                                    | 10 epizód                                  |
| 1995      | Rohanó szerelmek                           | Can't Hurry Love                             | Colin                                            | 1 epizód                                   |
| 1995–1996 |                                            | Gargoyles                                    | Preston Vogel (hangja)                           | 5 epizód                                   |
| 1996      |                                            | The Home Court                               | Kenyon Stanton                                   | 1 epizód                                   |
| 1996      |                                            | The Drew Carey Show                          | Kemp tanácsos                                    | 1 epizód                                   |
| 1997      |                                            | Duckman                                      | Brad (hangja)                                    | 1 epizód                                   |
| 1997      | A dadus                                    | The Nanny                                    | Leslie Tilbert                                   | 1 epizód                                   |
| 1997      |                                            | George & Leo                                 | Dr. Michael Harris                               | 1 epizód                                   |
| 1997–1998 | Bunkó és Vész                              | Pinky and the Brain                          | fura fickó / Mr. Perfect (hangja)                | 2 epizód                                   |
| 1997–2000 | Drágám, a kölykök már megint összementek   | Honey, I Shrunk the Kids: The TV Show        | Wayne Szalinski / egyéb szereplők                | 66 epizód rendező (5 epizód)               |
| 1998      | A végtelen szerelmesei – Az Apolló-program | From the Earth to the Moon                   | Pete Conrad                                      | minisorozat (1 epizód)                     |
| 1998      | Hé, Arnold!                                | Hey Arnold!                                  | Doug (hangja)                                    | 1 epizód                                   |
| 2001      | Ally McBeal                                | Ally McBeal                                  | Hooley                                           | 1 epizód                                   |
| 2002      |                                            | Reba                                         | Parker Reynolds                                  | 1 epizód                                   |
| 2002      | Férjek gyöngye                             | The King of Queens                           | Ron                                              | 1 epizód                                   |
| 2002      | Vészhelyzet                                | ER                                           | Kyle Evans                                       | 1 epizód                                   |
| 2002      | Az elnök emberei                           | The West Wing                                | Jake Kimball vezérigazgató                       | 1 epizód                                   |
| 2002      | Tesóm nyakán                               | What I Like About You                        | apa                                              | 1 epizód                                   |
| 2002      | Mizújs, Scooby-Doo?                        | What's New, Scooby-Doo?                      | Higginson professzor (hangja)                    | 1 epizód                                   |
| 2003      | Sabrina, a tiniboszorkány                  | Sabrina the Teenage Witch                    | Ringmaster                                       | 1 epizód                                   |
| 2005      |                                            | Listen Up                                    | Andrew McKillop                                  | 2 epizód                                   |
| 2006      | Hármastársak                               | Big Love                                     | szemináriumi tanár                               | 1 epizód                                   |
| 2006      | Amerikai fater                             | American Dad!                                | önmaga / limuzinsofőr (hangja)                   | 1 epizód                                   |
| 2011      | Batman: A bátor és a vakmerő               | Batman: The Brave and the Bold]'             | Ray Palmer / Atom (hangja)                       | 1 epizód                                   |
| 2012–2017 | Csajok                                     | Girls                                        | Tad Horvath                                      | visszatérő szereplő (21 epizód)            |
| 2013      | A nagy svindli                             | White Collar                                 | Zimmer a kulcsmester                             | 1 epizód                                   |
| 2015      | Gotham                                     | Gotham                                       | Gillian B. Loeb felügyelő                        | 5 epizód                                   |
| 2015      |                                            | Chopped                                      | önmaga                                           | 1 epizód                                   |
| 2016      |                                            | Madoff                                       | Peter Madoff                                     | 4 epizód                                   |
| 2017      |                                            | Odd Mom Out                                  | ügyvéd                                           | 1 epizód                                   |
| 2017      | Esküdt ellenségek: Különleges ügyosztály   | Law & Order: Special Victims Unit            | Dr. Dennis Barkley                               | 1 epizód                                   |
| 2018      | Diane védelmében                           | The Good Fight                               | Greg                                             | 1 epizód                                   |
| 2018      |                                            | Murphy Brown                                 | Fred Noonan                                      | 1 epizód                                   |
| 2019      | Fosse/Verdon                               | Fosse/Verdon                                 | Mel                                              | - 2 epizód - magyar hangja: - Csere László |
| 2019–2021 |                                            | Evil                                         | Thomas Marx püspök                               | visszatérő szereplő (9 epizód)             |
| 2020      | Zsaruvér                                   | Blue Bloods                                  | Higgins százados                                 | 1 epizód                                   |
| 2021      | Lisey története                            | Lisey's Story                                | Dave Debusher                                    | minisorozat (2 epizód)                     |

## Fordítás
- Ez a szócikk részben vagy egészben  a   Peter Scolari című angol Wikipédia-szócikk ezen változatának fordításán alapul.  Az eredeti cikk szerkesztőit annak laptörténete sorolja fel. Ez a jelzés csupán a megfogalmazás eredetét és a szerzői jogokat jelzi, nem szolgál a cikkben szereplő információk forrásmegjelöléseként.